# Kojak la Budapesta
Kojak la Budapesta (în maghiară Kojak Budapesten) este un film de comedie maghiar cu subiect polițist din 1980, regizat de Sándor Szalkai.
Subiectul filmului îl constituie anchetarea de către detectivul american Kojak a unei crime care are loc în timpul unei conferințe internaționale a scriitorilor de romane polițiste, care are loc la Budapesta. Rolul principal este interpretat de actorul maghiar László Inke, care îl dublase pe Kojak în limba maghiară în serialul eponim și semăna fizic cu personajul.

## Rezumat
Conferința Internațională a Scriitorilor de Romane Polițiste are loc în acest an la Budapesta, iar printre invitați se numără scriitoarea britanică de romane polițiste Agatha Christie și celebrul detectiv american Kojak. Detectivul american se dovedește a fi în realitate de origine maghiară și nu greacă și lucrase anterior sub numele de Kócsag II. la secția de poliție din Piața Rákóczi din Budapesta (Rákóczi tér).
Ajuns la Budapesta, Kojak reușește să scape de jurnaliștii veniți să-l întâmpine pe aeroportul Ferihegy și este abordat apoi în camera de hotel de o femeie frumoasă, dar, după cum se dovedește mai târziu, nu din cauza dorințelor amoroase. Câtva timp mai târziu, un celebru profesor și cercetător științific este găsit mort în apartamentul său și există indicii că el a fost victima unei crime. Kojak își oferă imediat ajutorul fostului său șef și se implică în anchetă, dar își dă seama curând că obiceiurile din Ungaria sunt complet diferite de cele din America.

## Distribuție
- László Inke — lt. de poliție Theo Kojak
- Cecília Esztergályos — Ann
- Gábor Harsányi — Olivér
- Ádám Szirtes — căpitanul Kerekes
- László Márkus — Billy
- Lajos Őze — dr. Ádám Laczina
- Hilda Gobbi — Agatha Christie, scriitoare britanică de romane polițiste[1]
- Klári Tolnay — Szalánczyné
- Zoltán Greguss — Béla Szalánczy
- Juli Básti — Lenkice Szalánczy
- Ildikó Pécsi — Pirike
- Ágnes Bánfalvy — Irénke
- László Dózsa — polițistul maghiar Dergács
- Ildikó Hámori — ziarista
- Gábor Koncz — útburkoló
- János Körmendi — cipzáros
- Róbert Koltai — contrabandist
- József Kautzky — contrabandist
- Imre Antal — vânzătorul de haine pentru bărbați
- Sándor Szakácsi — taximetristul
- László Ungváry — dr. Pál Ányos, directorul
- Mária Gór Nagy — secretara
- Ferenc Bencze — fostul îngrijitor
- György Dörner — János Brezina, mecanicul liftier
- Andrea Drahota — lucrătoare de la spălătorie
- Athina Papadimitriu — lucrătoare de la spălătorie
- János Gálvölgyi — șoferul de ambulanță
- Károly Kovács — pacient de la spital
- Gellért Raksányi — pacient de la spital
- Gábor Tomanek — spălătorul de geamuri
- Emil Keres — fost coleg al lui Kojak
- József Horváth — fost coleg al lui Kojak
- János Horkai — fost coleg al lui Kojak
- Péter Balázs — bărbatul cu mașina de tuns iarba
- István Velenczey — om de afaceri
- István Mikó — chelnerul de la bar
- Tivadar Horváth — konferanszié a bárban
- Béla Both — salvamarul
- Kálmán Hollai — inginerul specializat în domeniul mobilei
- Mari Szemes — angajata companiei de furnizare a gazelor
- István Dégi — angajatul companiei de construcții de drumuri
- Károly Vogt — angajatul companiei de furnizare a apei
- Imre Sarlai — bătrânul
- Irma Patkós — menajera
- Zsuzsa Simon — eltartási szerződésben lévő néni
- Kata Kánya — experta în medicină legală
- Csilla Herczeg — tânăra cu ochelari
- Ildikó Bánsági — asistenta medicală de la spital
- Imre Galgóczy — portarul Spitalului Poliției
- Károly F. Nagy — portarul Spitalului Zoltán
- Flóra Kádár — recepționera de la spital
- Ferenc Némethy — președintele conferinței
- Ferenc Zenthe — germanul de la conferință
- György Győrffy — vecinul lui Laczina
- Hajnal Dancsházi — vecinul lui Laczina
- László Németh — vecinul lui Laczina
- László Csurka — vocea detectivului Stavros „Fürtöske” la telefon
- Béla Abody
- Györgyi Andai
- Teréz Bod
- János Gosztonyi
- Anna Kormos
- Anna Kubik
- Tibor Molnár
- Attila Nagy
- Lajos Soós
- István Sugár
- László Szacsvay
- István Szatmári
- Katalin Varga

## Producție
Filmările au fost realizate în anul 1979 la Budapesta, pe peliculă alb-negru, sub coordonarea regizorului Sándor Szalkai. Scenariul filmului îi include ca personaje pe celebrul detectiv american Kojak și pe scriitoarea britanică de romane polițiste Agatha Christie. Rolul detectivului american este interpretat de actorul maghiar László Inke, care îl dublase anterior pe Kojak în limba maghiară în serialul eponim și semăna fizic cu personajul, în timp ce rolul Agathei Christie este interpretat de actrița Hilda Gobbi.
Istoricul de film britanic Mark Aldridge, lector de istoria filmului și televiziunii la Universitatea Solent din Southampton, presupune că, în mod rezonabil, nici deținătorul drepturilor de autor asupra personajului Kojak și nici compania familială Agatha Christie Ltd. nu au avut cunoștință în acea vreme despre existența acestui film.

## Lansare
Kojak la Budapesta a fost lansat la 5 iune 1980 în Republica Populară Ungară. Filmul a fost difuzat în România încă din mai 1981 și a rulat în perioada următoare în unele cinematografe bucureștene precum Luceafărul și Excelsior (mai 1981), Giulești (mai 1981), Flacăra (mai 1981), Drumul Sării (mai 1981), Miorița și Grădina Festival (iunie 1981), Victoria (iunie 1981), Cosmos (iulie 1981), Buzești (iulie 1981), Ferentari (august-septembrie 1981), Doina (decembrie 1981), Popular (septembrie 1982) etc., dar și în unele cinematografe din alte orașe (de exemplu, la Târgu Mureș, Sibiu, Sovata, Reghin, Sângeorgiu de Pădure, Sighișoara, Luduș, Miercurea Nirajului, Iernut, Sărmașu și Târnăveni), inclusiv până în septembrie 1982.